# Liste des duchesses de Bragance
Cet article présente les duchesses de Bragance, titre existant au Portugal depuis le XVe siècle.

## Duchesses de Bragance

### Maison de Bragance
| Portrait | Nom (dates)                                             | Époux                                                                                 | Titres | Éléments biographiques | Armoiries |
| -------- | ------------------------------------------------------- | ------------------------------------------------------------------------------------- | --- | --- | --------- |
|          | Constance de Noronha (1395-1480)                        | - Alphonse Ier de Bragance (mariage en 1420)                                          | - Duchesse de Bragance (1442-1461) | - Princesse de la maison de Noronha. Fille d'Alphonse de Noronha et d'Isabelle de Portugal. |           |
|          | Jeanne de Castro (1410-1479)                            | - Ferdinand Ier de Bragance (mariage en 1429)                                         | - Duchesse de Bragance (1461-1478) | - Princesse de la maison de Castro. Fille de Jean de Castro et de Leonor Acuña y Girón. - Mère de Ferdinand II de Bragance et d'Álvaro de Bragance. |           |
|          | Isabelle de Viseu (1459-1521)                           | - Ferdinand II de Bragance (mariage en 1472)                                          | - Duchesse de Bragance (1478-1483) | - Princesse de la maison d'Aviz. Fille de Ferdinand de Portugal et de Béatrice de Portugal. - Mère de Jacques Ier de Bragance et de Denis de Bragance. |           |
|          | Eléonore Louise Pérez de Guzmán (?-1512)                | - Jacques Ier de Bragance (mariage en 1502)                                           | - Duchesse de Bragance (1502-1512) | - Princesse de la maison de Guzmán. Fille de Juan Alfonso Pérez de Guzmán. - Mère de Théodose Ier de Bragance. |           |
|          | Éléonore Jeanne de Mendoça (?-1580)                     | - Jacques Ier de Bragance (mariage en 1520)                                           | - Duchesse de Bragance (1520-1532) | - Princesse de la maison de Mendonça. Fille de Diogo de Mendonça (pt). - Mère d'Isabelle de Bragance. |           |
|          | Isabelle de Bragance (1513-1558)                        | - Théodose Ier de Bragance (mariage en 1542)                                          | - Duchesse de Bragance (1542-1558) | - Princesse de la maison de Bragance. Fille de Denis de Bragance et de Brites de Castro Osório. - Mère de Jean Ier de Bragance. |           |
|          | Béatrice de Lencastre (1542-1623)                       | - Théodose Ier de Bragance (mariage en 1559)                                          | - Duchesse de Bragance (1559-1563) | - Princesse de la maison d'Aviz. Fille de Luís de Lencastre et de Madeleine de Granada. |           |
|          | Catherine de Portugal (1540-1614)                       | - Jean Ier de Bragance (mariage en 1563)                                              | - Duchesse de Bragance (1563-1583) | - Princesse de la maison d'Aviz. Fille de Duarte de Portugal et d'Isabelle de Bragance. - Mère de Théodose II de Bragance. |           |
|          | Ana de Velasco y Girón (1585-1607)                      | - Théodose II de Bragance (mariage en 1603)                                           | - Duchesse de Bragance (1603-1607) | - Princesse de la maison de Velasco. Fille de Juan Fernández de Velasco y Tovar et de Maria Tellez-Giron. - Mère de Jean IV de Portugal et d'Édouard de Bragance. |           |
|          | Louise-Françoise de Guzmán (1613-1666)                  | - Jean IV de Portugal (mariage en 1633)                                               | - Duchesse de Bragance (1633-1640) - Reine de Portugal (1640-1656) - Régente de Portugal (1656-1662)                                                         | - Princesse de la Medina-Sidónia. Fille de Juan Manuel Pérez de Guzmán et de Juana Lorenza Gomez de Sandoval y Lacerda. - Mère de Catherine de Bragance, d'Alphonse VI de Portugal et de Pierre II de Portugal. |           |
|          | Marie-Françoise-Élisabeth de Savoie-Nemours (1646-1683) | - Alphonse VI de Portugal (mariage en 1666) - Pierre II de Portugal (mariage en 1668) | - Reine de Portugal (1666-1668 puis 1683) - Duchesse de Bragance (1668-1683)                                                                                 | - Princesse de la maison de Savoie-Nemours. Fille de Charles-Amédée de Savoie-Nemours et d'Élisabeth de Bourbon. - Mère d'Isabelle-Louise de Portugal. |           |
|          | Marie-Anne-Victoire d'Espagne (1718-1781)               | - Joseph Ier de Portugal (mariage en 1729)                                            | - Princesse du Brésil et duchesse de Bragance (1729-1750) - Reine de Portugal (1750-1777)                                                                    | - Princesse de la maison de Bourbon. Fille de Philippe V d'Espagne et d'Élisabeth Farnèse. - Mère de Marie Ire de Portugal, de Marie-Anne-Françoise de Portugal, de Marie-Dorothée de Portugal et de Bénédicte de Portugal. |           |
|          | Bénédicte de Portugal (1746-1829)                       | - Joseph de Portugal (mariage en 1777)                                                | - Princesse de Beira, du Brésil et duchesse de Bragance (1777-1788)                                                                                          | - Princesse de la maison de Bragance. Fille de Joseph Ier de Portugal et de Marie-Anne-Victoire d'Espagne. |           |
|          | Charlotte-Joachime d'Espagne (1775-1830)                | - Jean VI de Portugal (mariage en 1785)                                               | - Princesse du Brésil et duchesse de Bragance (1788-1816) - Princesse royale de Portugal (1815-1816) - Reine de Portugal (1816-1826)                         | - Princesse de la maison de Bourbon. Fille de Charles IV d'Espagne et de Marie-Louise de Parme. - Mère de Marie-Thérèse de Portugal, de Marie-Isabelle de Portugal, de Pierre Ier du Brésil, de Marie-Françoise de Portugal, d'Isabelle-Marie de Portugal, de Michel Ier de Portugal, de Marie Assomption de Portugal et d'Anne de Jésus Marie de Portugal. |           |
|          | Marie-Léopoldine d'Autriche (1797-1826)                 | - Pierre Ier du Brésil (mariage en 1817)                                              | - Princesse royale de Portugal et duchesse de Bragance (1817-1826) - Impératrice du Brésil (1822-1826) - Régente du Brésil (1822) - Reine de Portugal (1826) | - Princesse de la maison de Habsbourg-Lorraine. Fille de François Ier d'Autriche et de Marie-Thérèse de Bourbon-Naples. - Mère de Marie II de Portugal, de Janvière du Brésil, de Françoise du Brésil et de Pierre II du Brésil. |           |
|          | Amélie de Leuchtenberg (1812-1873)                      | - Pierre Ier du Brésil (mariage en 1829)                                              | - Impératrice du Brésil (1829-1831) - Duchesse de Bragance (1831-1834)                                                                                       | - Princesse de la maison de Beauharnais. Fille d'Eugène de Beauharnais et d'Augusta de Bavière. - Mère de Marie-Amélie du Brésil. |           |
|          | Amélie d'Orléans (1865-1951)                            | - Charles Ier de Portugal (mariage en 1886)                                           | - Princesse royale de Portugal et duchesse de Bragance (1886-1889) - Reine de Portugal (1889-1908)                                                           | - Princesse de la maison d'Orléans. Fille de Philippe d'Orléans et de Marie-Isabelle d’Orléans. - Mère de Louis-Philippe de Bragance et de Manuel II de Portugal. |           |